# Majesco Entertainment
Majesco Entertainment foi uma empresa publicadora de jogos eletrônicos japonesa e americana fundada em 1986.